# Around Midnight
Around Midnight è un album discografico a nome di Cootie Williams Wini Brown, pubblicato dall'etichetta discografica Jaro International Records nell'ottobre del 1959.

## Tracce
Lato A
1. Lover – 2:12 (Lorenz Hart, Richard Rodgers)
2. Gone Again – 2:10 (Curtis Lewis, Gladys Neal Hampton, W. J. Curley Hamner)
3. You Got to Laugh – 2:25 (Cootie Williams)
4. I Surrender Dear / Sweet Lorraine – 4:58 (Gordon Clifford, Harry Barris / Mitchell Parish, Cliff Burwell)
5. Goin' Around – 2:09 (Fay Tishman, Bill Tennyson)

Lato B
1. Johnny with the Gentle Hands – 2:35 (Kermit Goell, George Siravo)
2. On the Sunny Side of the Street – 2:57 (Dorothy Fields, Jimmy McHugh)
3. Around Midnight – 3:18 (Bernie Hanigan, Cootie Williams, C. Monk)
4. Bewitched – 2:46 (Lorenz Hart, Richard Rodgers)
5. That Old Feeling – 2:35 (Lew Brown, Sammy Fain)

## Musicisti
- Cootie Williams - tromba
- Cootie Williams - voce solista (brani: You Got to Laugh, On the Sunny Side of the Street e That Old Feeling)
- Wini Brown - voce solista (brani: Gone Again, Johnny with the Gentle Hands, Around Midnight e Bewitched)
- Cootie Williams e Wini Brown - duetto (brani: Lover, I Surrender Dear / Sweet Lorraine e Goin' Around)
- Richard Harris - trombone
- George Clarke - strumento a fiato
- Arnold Jarvis - pianoforte
- Carl Lynch - chitarra
- George Duvivier - contrabbasso
- William Rodriguez - batteria
- James Johnson - batteria
- Quincy Jones - arrangiamenti
- Maurer Studios - copertina album
- Walter Summers - note retrocopertina album[3]